# Помічна (село)
Помічна́ — село в Україні, у Помічнянській міській громаді Новоукраїнського району Кіровоградської області. Населення становить 872 особи станом на початок 2024 року.

## Географія
Розташоване на річці Помічній (басейн Південного Бугу). Східне передмістя міста Помічна.

## Населення
Згідно з переписом УРСР 1989 року чисельність наявного населення села становила 1497 осіб, з яких 678 чоловіків та 819 жінок.
За переписом населення України 2001 року в селі мешкало 1309 осіб.

### Мова
Розподіл населення за рідною мовою за даними перепису 2001 року:
| Мова       | Відсоток |
| ---------- | -------- |
| українська | 93,48 %  |
| російська  | 5,14 %   |
| молдовська | 0,77 %   |
| білоруська | 0,38 %   |
| вірменська | 0,15 %   |

## Особистості
Уродженцем села є Коваленко Анатолій Федорович (1937—2000) — доктор медичних наук, професор.